# قرش المجرفة
قرش المجرفة (بالإنجليزية: Scoliodon)‏، هو نوع من قرش القداس، ويصنف ضمن فصيلة البنيكات. أعتقد سابقا أنه يشمل نوعاً واحداً من أنواع سمك المحيط الهادي الهندي؛ قرش المجرفة ( قرش الحسام ) (laticaudus.S). لكن البحوث التقسيمية الاخيرة وجدت نوعين منها، ولابد من إعادة إحياء للمرادفات المبتدعة السابقة.

## الموطن و التوزيع
كمعظم أسماك القرش؛ فان قرش المجرفة، قرش بحري و يتواجد في جميع البحار المفتوحة.

## الجسد
يمتلك قرش المجرفة جسدا نحيلا مغزلي الشكل مذبب من الأطراف؛ مما يجعله سباحا سريعا للغاية. الجذع و الذيل مسطحان من الجانب بينما منطقة الرأس مسطحة ظهريا باطنيا. الجسد بأكمله مغطى بقشور اسنانية الشكل (مدببة الطرف). يقع الفم بالجهة الامامية، و يربط كلا الجانبين بفك مفترس. لديه صفي اسنان متجانسة، ومتعددة، وهي مطابقة للقشور أسنانية الشكل (مدببة الطرف) التي تغطي الجسد.